# Monastère d'Iverica
Le monastère d'Iverica (en serbe cyrillique : Манастир Иверица ; en serbe latin : Manastir Iverica) est un monastère orthodoxe serbe situé à Ostrovica, dans le district de Nišava et sur le territoire de la ville de Niš en Serbie. Il est inscrit sur la liste des monuments culturels protégés de la république de Serbie (identifiant no SK 238),,.
Le monastère est dédié à sainte Parascève,.

## Présentation
Le monastère se trouve à l'entrée de la gorge de Sićevo, sur la rive droite de la rivière Nišava, à proximité du village d'Ostrovica.
Peu d'éléments sont connus sur les débuts du monastère. Au XVe siècle, poussés par l'avancée ottomane, de nombreux moines du mont Athos sont venus se réfugier dans la région, au point que le prêtre Petar Gagulić parle de la gorge de Sićevo comme d'une grande « colonie monastique » comptant une vingtaine de monastères, d'ermitages et d'églises. Parmi les monastères figurait celui de la Sainte-Parascève, appelé « monastère d'Ivarica », d'après le monastère d'Iveron, au mont Athos, d'où venaient les moines. Le monastère d'Ivarica, quant à lui, a été détruit par les Turcs qui, selon la tradition, y ont enterré douze jeunes filles. 
L'actuel monastère a été reconstruit en 1896. L'église est dépourvue de fresques mais elle abrite une iconostase datant de la reconstruction ; elle a été réalisée par Milutin Marković de Niš. À proximité de l'édifice, un clocher a été érigé en 1898. Très récemment un konak a également été construit.

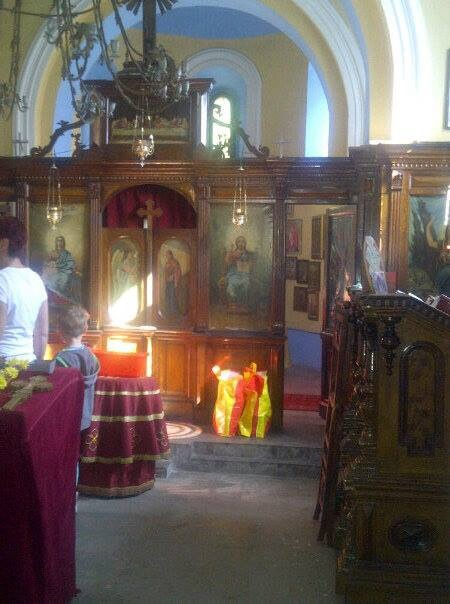
L'intérieur de l'église avec l'iconostase